# 波士頓警察局
波士顿警察局（英語：Boston Police Department），是负责管辖美国城市波士顿的地方警察部门。其历史可以追溯到 1854 年，主要负责美国波士顿市内的执法和调查，是美国历史最悠久的警察局。

## 警衔
1. 警务专员（Commissioner）（文職，由波士顿市长任命，全體警察均向其負責）
2. 總警监（Superintendent In Chief）——4枚金色星徽
3. 警监（Superintendent）——3枚金色星徽
4. 副警监（Deputy Superintendent）——2枚金色星徽
5. 高级警督／侦探高级警督（Captain／Captain Detective）——2道金色横杠
6. 警督／侦探警督（Lieutenant／Lieutenent Detective）——1道金色横杠
7. 警司／侦探警司（Sergeant／Sergeant Detective）——3道折杠
8. 警探（Detective）
9. 警員（Officer）